# Argos (1865)
El vapor Argos fue un buque mercante argentino utilizado como transporte armado de la Armada Argentina en la Guerra de la Triple Alianza.

## Historia
El Argos, vapor del tráfico mercante fluvial, fue arrendado en 1865 por el Gobierno argentino tras la invasión paraguaya de Corrientes.
Inicialmente el Argos fue destinado a tareas de patrullaje y transporte de pertrechos a la zona de operaciones. En una segunda etapa, fue alistado y artillado en San Fernando (Buenos Aires), y bajo el comando de Constantino Jorge asistió a la Batalla de Lomas Valentinas (Itá Ibaté) el 21 de diciembre de 1868. Caída Asunción del Paraguay, el Argos fue devuelto a sus dueños.